# Saison 5 de De celles qui osent
 (mars 2025).
Cet article présente la saison 5 de la série télévisée De celles qui osent.

## Distribution[1]
- Katie Stevens (Jane Sloan)
- Aisha Dee (Kat Edison)
- Meghann Fahy (Sutton Brady)
- Stephen Conrad Moore (Oliver Grayson)
- Melora Hardin (Jacqueline Carlyle)

## Épisodes
La saison comporte 6 épisodes.